# Román Golobart
Román Golobart (ur. 21 marca 1992 w Barcelonie) – hiszpański piłkarz występujący na pozycji obrońcy w Wigan Athletic.